# دهستان زیدآباد
دهستان زیدآباد نام دهستانی در بخش مرکزی شهرستان سیرجان، استان کرمان در ایران است. براساس سرشماری مرکز آمار ایران در سال ۱۳۸۵، جمعیت آن ۳۰۲۲ نفر (۷۷۳ خانوار) بوده‌است.